# ピエール＝ルイ・バラシ
ピエール＝ルイ・バラシ（Pierre-Louis Barassi、1998年4月22日 - ）は、トップ14・スタッド・トゥールーザンに所属するラグビー選手。

## プロフィール
- フランス・セレスタ出身。
- ポジションはセンター(CTB)。
- 身長 188cm、体重 91kg
- U20フランス代表に選ばれたことがある[1]。
- フランス代表キャップは2（2021年1月現在）。
- 7人制フランス代表に選ばれたことがある。

## 略歴
2016年、リヨンOUに加入。
2019年、ラグビーワールドカップ2019のフランス代表に選ばれた。
2022年、トゥールーズに加入。